# Котельное (Крым)
Коте́льное (до 1948 года Каза́н-Берли́к; укр. Котельне) — исчезнувшее село в Белогорском районе Республики Крым (согласно административно-территориальному делению Украины — Автономной Республики Крым). Располагалось на северо-западе района, на юге степной зоны Крыма, примерно в 3,5 километрах северо-западнее современного села Новожиловка.

## История
Впервые в исторических документах селение Казан-Берлик встречается на карте южного Крыма 1936 года. Постановлением ВЦИК от 10 июня 1937 года был образован новый, Зуйский район, в который вошло село.
В 1944 году, после освобождения Крыма от фашистов, 12 августа было принято постановление № ГОКО-6372с «О переселении колхозников в районы Крыма» и в сентябре 1944 года в район приехали первые новоселы (212 семей) из Ростовской, Киевской и Тамбовской областей, а в начале 1950-х годов последовала вторая волна переселенцев из различных областей Украины. С 25 июня 1946 года селение в составе Крымской области РСФСР. Указом Президиума Верховного Совета РСФСР от 18 мая 1948 года, Казан-Берлик переименовали в Котельное. 26 апреля 1954 года Крымская область была передана из состава РСФСР в состав УССР. 26 апреля 1954 года Крымская область была передана из состава РСФСР в состав УССР. После упразднения в 1959 году Зуйского района село включили в состав Симферопольского. Время включения в Литвиненковский сельсовет пока не установлено: на 15 июня 1960 года село уже числилось в его составе. Указом Президиума Верховного Совета УССР «Об укрупнении сельских районов Крымской области», от 30 декабря 1962 года Симферопольский район был упразднён и село присоединили к Белогорскому. К 1968 году был восстановлен Новожиловский сельсовет, в который вошёл посёлок Котельное. Упразднено к 1977 году, уже как село Новожиловского сельсовета.